# Porto de Salaverry
O Porto de Salaverry está localizado em Trujillo, Liberdade, no Peru. O porto está localizado a 8° 13' 27" de latitude sul e 78° 59' 52" de longitude oeste, a uma distância de aproximadamente  14 quilômetros do centro da cidade de Trujillo e está bem perto da Estrada Panamericana (8 km).
O porto possui dois berços que são de atraque direto tipo espigão. O berço N° 01 tem 225 m de comprimento e 25 m de largura. O berço N° 02 tem 230 m de comprimento e  30 m de largura. O tipo de construção é plataforma e pilotes de concreto armado. A administração esteve a cargo da Empresa Nacional de Portos.
Em 31 de maio de 2018 a concessão foi outorgada à Transportadora Salaverry (Grupo Romero). O contrato foi aprovado pelo estado mediante um decreto publicado em 12 de julho de 2018 e assinado em 1 de outubro de 2018.
No ano de 2019, o movimento portuário no porto de Salaverry foi de 1820 TEU's localizando no posto 117 na lista de atividade portuária de América Latina e Caribe.